# Ocnus glacialis
Ocnus glacialis is een zeekomkommer uit de familie Cucumariidae.
De wetenschappelijke naam van de soort werd in 1879 gepubliceerd door Axel Vilhelm Ljungman.